# Young Hollywood Hall of Fame
La Young Hollywood Hall of Fame è una fondazione che ricalca le più famose Hall of Fame del cinema, come l'Hollywood Walk of Fame. Rappresenta un tributo agli attori bambini e ai giovani attori e attrici che si siano distinti nel cinema, alla radio e alla televisione negli Stati Uniti, dagli inizi del Novecento ad oggi.

## Storia
Viene fondata dalla produttrice americana Drina Mohacsi nel 1995.

## Attori e attrici inclusi nella Hall of Fame
Nota: La Young Hollywood Hall of Fame include giovani e giovanissimi interpreti. Nella maggior parte dei casi si tratta di attori bambini, per i quali il successo è arrivato già prima dell'adolescenza; per altri invece (qui contrassegnati dal corsivo), al di là di alcune precoci esperienze di apprendistato, la notorietà è venuta negli anni dell'adolescenza.

### 1908-1919
| Anno | Attori                                                                        | Attrici |
| ---- | ----------------------------------------------------------------------------- | --- |
| 1908 |                                                                               | Gladys Egan |
| 1909 |                                                                               | Adele DeGarde - Mary Pickford |
| 1910 | John Tansey - Kenneth Casey                                                   | Edith Haldeman - Edith Storey - Gertrude Robinson - Marie Eline |
| 1911 | Jack Pickford - René Dary - Yale Boss                                         | Blanche Sweet - Edna Foster - Edna May Weick - Gladys Hulette - Mabel Normand - Marion Sunshine - Violet Mersereau                                                            |
| 1912 | Robert Harron                                                                 | Dolores Costello - Dorothy Davenport - Dorothy Gish - Ethel Grandin - Eva Prout - Helen Costello - Lillian Gish - Magda Foy - Norma Talmadge - Frances Osman - Ynez Seabury   |
| 1913 | Buster Johnson - Raymond Hackett - Roy Clark - Judson Melford - Tommy Shirley | Adelaide Lawrence - Anita Stewart - Baby Early Gorman - Edna Hammel - Eleanor Kahn - Helen Badgley - Lillian Wade - Zena Keefe                                                |
| 1914 | Andy Clark - Leland Benham - Matty Roubert - Paul Kelly                       | Clara Horton - Constance Talmadge - Ella Hall - Louise Fazenda - Madeline Fairbanks - Marion Fairbanks - Mildred Harris - Muriel Ostriche                                     |
| 1915 | Paul "Billy" Jacobs - Bobby Connelly                                          | Audrey Berry - Bebe Daniels - 'Baby' Carmen De Rue - Doris Baker - Marguerite Courtot - Marie Newton - Runa Hodges - Teddy Sampson - Thelma Salter - Viola Dana               |
| 1916 | Bobby Vernon                                                                  | Lois Alexander - Edith Roberts - Ethelmary Oakland - Helen Jerome Eddy - Katherine Lee - Jane Lee - Madge Evans - Marie Osborne - Mary Miles Minter - Shirley Mason - Zoe Rae |
| 1917 | Antrim Short - Francis Carpenter - Georgie Stone                              | Bessie Love - Gladys Leslie - Joyce Fair - Kittens Reichert - Lina Basquette - Mary McAllister - Violet Radcliffe - Violet Wilkey - Virginia Lee Corbin                       |
| 1918 | Gordon Griffith                                                               | Em Gorman - Colleen Moore - Gertrude Short - Gloria Joy - Jewel Carmen - Marjorie Daw - Tula Belle                                                                            |
| 1919 | Harold Goodwin                                                                | Aida Horton - Eileen Percy - Baby Ivy Ward - Lila Lee - Mae Giraci |

### 1920-1929
| Anno | Attori | Attrici |
| ---- | --- | --- |
| 1920 | Edward Peil Jr. - Lewis Sargent - Wesley Barry                                                                               | Charlotte Merriam                                                                                             |
| 1921 | Breezy Eason Jr. - Buddy Messinger - Frankie Lee - Jackie Coogan                                                             | Elinor Fair - Peggy Montgomery                                                                                |
| 1922 | Coy Watson Jr. - John Harron - John Henry Jr. (Don Marion) - Michael D. Moore - Pat Moore                                    | Lucille Ricksen - Mary Jane Irving - Miriam Battista                                                          |
| 1923 | Ben Alexander - Ernest Morrison - Jackie Condon - Mickey Daniels - Richard Headrick                                          | Gertrude Messinger - Muriel Frances Dana - Patsy Ruth Miller - Peggy Cartwright                               |
| 1924 | Jackie Lucas - Joe Cobb | Clara Bow - Jeanne Carpenter - Mary Astor - Mary Kornman - Peaches Jackson - Priscilla Moran - Virginia Davis |
| 1925 | Arthur Lake - Bruce Guerin - Jackie Morgan - Joe Butterworth - Johnny Fox - Spec O'Donnell                                   | Betty Bronson - Helene Pirie - Mary Brian                                                                     |
| 1926 | Arthur Trimble - Buck Black - Allen Hoskins - Frankie Darro - Jack Murphy - Johnny Downs - Junior Coghlan - Philippe De Lacy | Doreen Turner - Lois Moran - Marceline Day - Margie Gay                                                       |
| 1927 | Douglas Fairbanks Jr. - Jay R. Smith - Leon Holmes - Malcolm Sebastian - Maurice Murphy - Mickey McBan                       | Joyce Coad - Lassie Lou Ahern                                                                                 |
| 1928 | Bob Steele - Buzz Barton - Billy Butts - Harry Spear - Jack McHugh - Mickey Bennett - Newton House                           | Anita Page - Jean Darling                                                                                     |
| 1929 | Bobby Nelson - Davey Lee - Mickey Rooney - Sunny Jim McKeen - William Bakewell                                               | Jane La Verne - Vondell Darr                                                                                  |

### 1930-1939
| Anno | Attori | Attrici                                                                       |
| ---- | --- | ----------------------------------------------------------------------------- |
| 1930 | Bobby Hutchins - Jimmy Robinson | Delia Bogard - Loretta Young - Mary Ann Jackson - Rose Marie                  |
| 1931 | Andy Shuford - Jackie Cooper - Junior Durkin - Leon Janney - Norman Chaney                                                                                  | Anita Louise - Dorothy Lee - Jean Harlow - Mitzi Green                        |
| 1932 | David Durand - Matthew Beard - Tom Brown I | Dorothy DeBorba - Joan Marsh - Rochelle Hudson                                |
| 1933 | Dickie Moore - George McFarland - Jackie Searl |                                                                               |
| 1934 | Buster Phelps - Tad Alexander | Shirley Temple                                                                |
| 1935 | Billy Halop - Billy Idelson - Page Gilman | Anne Shirley - Cora Sue Collins                                               |
| 1936 | Billie Thomas - Carl Switzer - Freddie Bartholomew | Jane Withers - Juanita Quigley - Shirley Bell - Sybil Jason                   |
| 1937 | Billy Mahan - George Ernest - Scotty Beckett | Darla Hood - Deanna Durbin - June Carlson - Virginia Weidler - Winifred Wolfe |
| 1938 | Billy e Bobby Mauch - Bobby Breen - David Holt - Eugene Lee - Tommy Kelly                                                                                   | Ann Rutherford - Bonita Granville - Edith Fellows                             |
| 1939 | Bennie Bartlett - Bernard Punsley - Bobby Jordan - Delmar Watson - Frankie Thomas - Gabriel Dell - Huntz Hall - Jackie Moran - Ronald Sinclair - Tommy Bond | Ann Gillis - Judy Garland - Marcia Mae Jones                                  |

### 1940-1949
| Anno | Attori                                                  | Attrici                                                                                         |
| ---- | ------------------------------------------------------- | ----------------------------------------------------------------------------------------------- |
| 1940 | Billy Lee - Bobs Watson - Dickie Jones - Terry Kilburn  |                                                                                                 |
| 1941 | Larry Simms - Nicholas Brother                          | Lana Turner - Linda Darnell - Mary Lee                                                          |
| 1942 | Danny Mummert - Roddy McDowall - Sabu                   | Ann Todd - Gloria Jean - Joan Leslie                                                            |
| 1943 | Donald O'Connor - Jimmy Lydon - Johnny Sheffield        | Ann Miller - Mary Lou Harrington - Peggy Ryan                                                   |
| 1944 | Conrad Binyon - Dix Davis - Tommy Cook                  | Elizabeth Taylor - Margaret O'Brien                                                             |
| 1945 | Robert Blake - Darryl Hickman                           | Angela Lansbury - Dawn Bender - Joan Carroll - Peggy Ann Garner                                 |
| 1946 | Buzz Henry - Henry Blair                                | Beverly Sue Simmons - Louise Erickson                                                           |
| 1947 | Dean Stockwell - Jackie 'Butch' Jenkins - Ted Donaldson | DeMarco Sisters - Marjorie Kent - Sharyn Moffett                                                |
| 1948 | Bobby Driscoll                                          | Ann Whitfield - Connie Marshall - Jane Powell - Jean Simmons - Jeanine Ann Roose - Luana Patten |
| 1949 | Claude Jarman Jr. - Gary Gay - Tommy Ivo                | Natalie Wood                                                                                    |

### 1950-1959
| Anno | Attori | Attrici |
| ---- | --- | --- |
| 1950 | Dick Van Patten - Larry Robinson                                                                                    | Arlene McQuade - Ginger Prince - Norma Jean Nilsson - Rosemary Rice                                                                        |
| 1951 | | Gigi Perreau - Junie Keegan - Nancy Lewis - Robin Morgan                                                                                   |
| 1952 | Michael Chapin - Russ Tamblyn - Stanley "Stan" Klet                                                                 | Andrea McLaughlin - Donna Corcoran - Eilene Janssen - Sheila James Kuehl                                                                   |
| 1953 | David Nelson - George "Foghorn" Winslow - Jimmy Boyd - Jimmy Hunt - Lloyd Price - Ricky Nelson                      | Debbie Reynolds - Lu Ann Simms |
| 1954 | Brandon De Wilde - Jimmy Hawkins - Wesley Morgan                                                                    | Jeri Lou James - Lugene Sanders - Molly Bee - Sherry Jackson                                                                               |
| 1955 | Billy Gray - Kevin Coughlin - Lee Aaker - Rusty Hamer - Tommy Rettig                                                | |
| 1956 | Elvis Presley - Bobby Burgess - Cubby O'Brien - Lonnie Burr - Tommy Cole                                            | Elinor Donahue - Lauren Chapin - Annette Funicello - Cheryl Holdridge - Darlene Gillespie - Doreen Tracey - Karen Pendleton - Sharon Baird |
| 1957 | Bobby Diamond - David Stollery - Frankie Lymon - Richard Keith - Sal Mineo - Tim Considine - Tim Hovey - Tommy Kirk | Lennon Sisters |
| 1958 | Danny & the Juniors - Everly Brothers - Jerry Mathers - Paul Anka - Little Willie John                              | Mimi Gibson - Patty McCormack |
| 1959 | Frankie Avalon - Jon Provost - Michael Winkleman - Ritchie Valens - Tony Dow                                        | Angela Cartwright - Connie Francis - Lydia Reed - Noreen Corcoran                                                                          |

### 1960-1969
| Anno | Attori                                                              | Attrici                                         |
| ---- | ------------------------------------------------------------------- | ----------------------------------------------- |
| 1960 | Bobby Rydell - Dion DiMucci - Fabian - Kevin Corcoran               | Brenda Lee - Sandra Dee                         |
| 1961 | Bobby Vee - Chubby Checker - Jay North - Ken Osmond - Paul Petersen | Hayley Mills - Shelley Fabares - Tuesday Weld   |
| 1962 | Don Grady - Johnny Crawford - Ronny Howard                          | Jeannie Russell - Roberta Shore - The Shirelles |
| 1963 | The Beach Boys - Eddie Hodges - Larry Mathews - Stanley Livingston  | Patty Duke                                      |
| 1964 | The Beatles - Bobby Buntrock                                        |                                                 |
| 1965 | Barry Livingston - Luke Halpin - Roger Mobley                       | The Supremes                                    |
| 1966 | Butch Patrick - Ken Weatherwax - Stevie Wonder - Tommy Norden       | Cher - Lisa Loring - Veronica Cartwright        |
| 1967 | Bill Mumy - Burt Ward - Darby Hinton                                | Melody Patterson - Sally Field                  |
| 1968 | Johnny Whitaker - Mark Lester                                       | Anissa Jones - Kathy Garver                     |
| 1969 | Clint Howard - Jack Wild - Kurt Russell - Manuel Padilla Jr.        |                                                 |

### 1970-1979
| Anno | Attori                                                                                 | Attrici                                                                                     |
| ---- | -------------------------------------------------------------------------------------- | ------------------------------------------------------------------------------------------- |
| 1970 | The Jackson 5 - Marc Copage                                                            |                                                                                             |
| 1971 | Brandon Cruz - David Cassidy - The Osmonds                                             | Erin Murphy - Karen Carpenter                                                               |
| 1972 | Barry Williams - Christopher Knight - Michael Lookinland                               | Maureen McCormick - Eve Plumb - Susan Olsen                                                 |
| 1973 | Danny Bonaduce - Jimmy Osmond                                                          | Susan Dey - Tanya Tucker - Tatum O'Neal                                                     |
| 1974 | David W. Harper - Eric Scott - Jon Walmsley - Tony DeFranco                            | Judy Norton Taylor - Kami Cotler - Mary Beth McDonough - Linda Blair                        |
| 1975 | Freddie Prinze                                                                         | Melissa Gilbert                                                                             |
| 1976 | Donny Osmond - Ralph Carter                                                            | Marie Osmond - Jodie Foster - Kathy Coleman - Melissa Sue Anderson                          |
| 1977 | Andy Gibb - Haywood Nelson - Robby Benson                                              | Alison Arngrim - Carrie Fisher - Erin Moran                                                 |
| 1978 | Jackie Earle Haley - Leif Garrett - Shaun Cassidy                                      | Danielle Spencer - Kim Richards - Kristy McNichol - Mackenzie Phillips - Valerie Bertinelli |
| 1979 | Adam Rich - Gary Coleman - Michael Jackson - Philip McKeon - Willie Aames - Scott Baio | Quinn Cummings                                                                              |

### 1980-1989
| Anno | Attori | Attrici                                                                                        |
| ---- | --- | ---------------------------------------------------------------------------------------------- |
| 1980 | John Schneider - Matthew Laborteaux - Todd Bridges                                                        | Brooke Shields - Charlene Tilton - Dana Plato                                                  |
| 1981 | | Danielle Brisebois - Genie Francis - Kim Fields - Lisa Whelchel - Mindy Cohn - Nancy McKeon    |
| 1982 | Eddie Murphy - Henry Thomas - John Stamos - Matt Dillon - Michael Damian                                  | Heather Locklear - Jill Whelan - Kari Michaelson - Missy Gold                                  |
| 1983 | Glenn Scarpelli - Tom Cruise - C. Thomas Howell                                                           | Diane Lane - Lara Jill Miller - Lauri Hendler                                                  |
| 1984 | C. Thomas Howell - David Mendenhall - Emmanuel Lewis - Ricky Schroder                                     | Drew Barrymore - Justine Bateman                                                               |
| 1985 | Anthony Michael Hall - New Edition - Rob Lowe                                                             | Molly Ringwald - Wynonna Judd                                                                  |
| 1986 | Brian Bloom - Menudo                                                                                      | Alyssa Milano - Janet Jackson - Keisha Knight Pulliam - Soleil Moon Frye - Tina Yothers        |
| 1987 | Alfonso Ribeiro - Brice Beckham - Danny Pintauro - Jason Bateman - Kirk Cameron - Malcolm-Jamal Warner    | Lisa Bonet - Shalane McCall                                                                    |
| 1988 | Brian Bonsall - Chad Allen - Jeremy Miller - L.L. Cool J. - River Phoenix                                 | Debbie Gibson - Heather O'Rourke - Tempest Bledsoe - Tiffany - Tiffany Brissette - Tracey Gold |
| 1989 | Bobby Brown - Corey Feldman - Corey Haim - Fred Savage - New Kids on the Block - Sean Astin - Wil Wheaton | Nicole Eggert - Staci Keanan                                                                   |

### 1990-1999
| Anno | Attori                                                                                               | Attrici                                                                                                |
| ---- | --- | --- |
| 1990 | Christian Slater - David Faustino - Neil Patrick Harris - Will Smith                                 | Christian Applegate - Jodie Sweetin - Raven Symone - Winona Ryder                                      |
| 1991 | Jaleel White - Josh Saviano - Jason Hervey - Jason Priestley - Macaulay Culkin                       | Danica McKellar - Kellie Martin - Mariah Carey - Shannen Doherty                                       |
| 1992 | Boyz II Men - Brian Austin Green - Corky Nemec - Marky Mark                                          | Jennie Garth - Lecy Goranson - Sara Gilbert - Tori Spelling                                            |
| 1993 | Brandon Call - Joey Lawrence - Kris Kross                                                            | Candace Cameron - Jenna von Oÿ - Juliette Lewis - Mayim Bialik - T.L.C.                                |
| 1994 | Dustin Diamond - Jonathan Brandis - Mark-Paul Gosselaar - Mario López                                | Elizabeth Berkley - Lark Voorhies - Tiffanu-Amber Thiessen                                             |
| 1995 | Ben Savage - Johnny Galecki - Leonardo DiCaprio - Tevin Campbell                                     | Christina Ricci - Mary-Kate e Ashley Olsen - Tatyana Ali - Tina Majorino                               |
| 1996 | Elijah Wood - Jeremy Jackson - Jonathan Jackson - Jonathan Taylor Thomas - Lukas Haas - Rider Strong | Brandy - Claire Danes - Kimberly McCullough - Tia e Tamera Mowry                                       |
| 1997 | Brad Renfro - Joseph Mazzello - Immature - Kenan & Kel - Matthew Lawrence                            | Alicia Silverstone - Danielle Fishel - LeAnn Rimes - Melissa Joan Hart - Zachery Ty Bryan              |
| 1998 | Backstreet Boys - Edward Furlong - James Van Der Beek - Tahj Mowry - Usher                           | Jennifer Love Hewitt - Lacey Chabert - Liv Tyler - Sarah Michelle Gellar                               |
| 1999 | Joseph Gordon-Levitt - Joshua Jackson - NSYNC                                                        | Aaliyah - Britney Spears - Katie Holmes - Kirsten Dunst - Michelle Williams - Monica - Natalie Portman |

### 2000-2009
| Anno | Attori | Attrici |
| ---- | --- | --- |
| 2000 | Frankie Muniz - Haley Joel Osment                                                                                | Anna Paquin - Charlotte Church - Christina Aguilera - Destiny's Child - Jessica Simpson - Mandy Moore - Mýa - Pink                   |
| 2001 | Aaron Carter - Billy Gilman - Lil Bow Wow - Wilmer Valderrama - O-Town                                           | Beverley Mitchell - Dream - Jessica Alba - Jessica Biel - Julia Stiles - Laura Prepon - Lila McCann - Mila Kunis                     |
| 2002 | B2K - Daniel Radcliffe - Hayden Christensen - Jonathan Lipnicki - Josh Groban - Rupert Grint                     | Alicia Keys - Emma Watson - Jessica Andrews - Michelle Branch - Nick Cannon                                                          |
| 2003 | David Gallagher - Lil Romeo                                                                                      | Amanda Bynes - Avril Lavigne - Hilary Duff - Kelly Clarkson - Kelly Osbourne - Leelee Sobieski - Mackenzie Rosman                    |
| 2004 | Justin Berfield                                                                                                  | Ashlee Simpson - Brittany Snow - Camille Winbush - Dakota Fanning - Keira Knightley - Kirsten Storms - Lindsay Lohan - Mischa Barton |
| 2005 | Drake Bell - Jeremy Suarez - Josh Peck - Mario                                                                   | Carrie Underwood - Clara - Dee Dee Davis - Fantasia Barrino - Joss Stone - Kaley Cuoco - Scarlett Johansson                          |
| 2006 | Chris Brown - Dylan e Cole Sprouse - Panic! at the Disco - Tyler James Williams - Zac Efron                      | Ashley Tisdale - Jamie Lynn Spears - JoJo - Rihanna - Vanessa Hudgens                                                                |
| 2007 | Corbin Bleu - Shia LaBeouf                                                                                       | Abigail Breslin - Aly & AJ - Bindi Irwin - Emma Roberts - Hayden Panettiere - Kellie Pickler - Miley Cyrus - Taylor Swift            |
| 2008 | David Archuleta - Freddie Highmore - Jonas Brothers - Josh Hutcherson - Kyle Massey - Sean Kingston - Soulja Boy | Blake Lively - Jordin Sparks - Julianne Hough                                                                                        |
| 2009 | Angus T. Jones - Mitchel Musso - Taylor Lautner                                                                  | Demi Lovato - Emily Osment - Keke Palmer - Kristen Stewart - Miranda Cosgrove - Selena Gomez                                         |

### 2010-presente
| Anno | Attori | Attrici |
| ---- | --- | --- |
| 2010 | Chris Colfer - David Henrie - Jake T. Austin - Jason Derulo - Justin Bieber - Moisés Arias                                        | Nina Dobrev - Shailene Woodley - Taylor Momsen - Victoria Justice                                           |
| 2011 | Big Time Rush - Logan Lerman - Nathan Kress - Rico Rodriguez - Scotty McCreery                                                    | AnnaSophia Robb - Bridgit Mendler - Jennette McCurdy                                                        |
| 2012 | Cody Simpson - One Direction | Ariana Grande - Bella Thorne - China Anne McClain - Debby Ryan - Jennifer Lawrence - Sarah Hyland - Zendaya |
| 2013 | Austin Mahone - Hunter Hayes - Jaden Smith - Ross Lynch - Zachary Gordon                                                          | Chloë Grace Moretz - Kiernan Shipka - Peyton List - Saoirse Ronan                                           |
| 2014 | Asa Butterfield - Chandler Riggs - Jack Gleeson - Martin Garrix - Max Burkholder                                                  | Danielle Bradbery - Elle Fanning - Hailee Steinfeld - Lorde - Maisie Williams                               |
| 2015 | Bryshere Y. Gray - Nolan Gould | Ariel Winter - Fifth Harmony - Lennon Stella - Maisy Stella - Meghan Trainor - Sophie Turner                |
| 2016 | 5 Seconds of Summer - Cameron Boyce - Karan Brar - Kodi Smit-McPhee - Shawn Mendes                                                | Dove Cameron - Laura Marano - Olivia Holt - Sabrina Carpenter - Skai Jackson                                |
| 2017 | Jace Norman - Jared Gilmore - Marcus Scribner - Tom Holland                                                                       | Alessia Cara - JoJo Siwa - Maddie & Tae - Quvenzhané Wallis - Rowan Blanchard - Yara Shahidi                |
| 2018 | Forrest Wheeler - Hudson Yang - Ian Chen - Jacob Tremblay - Khalid - K.J. Apa - Miles Brown - Millie Bobby Brown - Sean Giambrone | Aubrey Anderson-Emmons - Camila Cabello - Marsai Martin                                                     |
| 2019 | Caleb McLaughlin - Finn Wolfhard - Gaten Matarazzo - Iain Armitage - Isaac Hempstead Wright - Michael Campion - Noah Schnapp      | Amandla Stenberg - Bailee Madison - Billie Eilish - Joey King - Sadie Sink                                  |